# 381P/LINEAR-Spacewatch
381P/LINEAR-Spacewatch est une comète du système solaire avec une période orbitale d'environ 19 ans.
Elle a été découverte le 2 octobre 2000 par Tom Gehrels à Kitt Peak et avait alors reçu la désignation provisoire P/2000 S4 (LINEAR-Spacewatch) (désignation temporaire C0U2NE2).
La comète est passée au périhélie le 19 octobre 2000.
La comète est retrouvée le 2 juin 2019 par Gareth V. Williams dans des observations de Pan-STARRS 1 du 29 mai 2019 et du Mount Lemmon Survey du 1er juin 2019 et reçoit alors la désignation P/2019 K2,,. La comète doit passer au périhélie le 26 septembre 2019.